# (5293) Bentengahama
(5293) Bentengahama es un asteroide perteneciente al cinturón de asteroides, descubierto el 23 de enero de 1991 por Masanori Matsuyama y el también astrónomo Kazuro Watanabe desde el Kushiro Marsh Observatory, Hokkaido, Japón.

## Designación y nombre
Designado provisionalmente como 1991 BQ2. Fue nombrado Bentengahama en homenaje a la playa Bentengahama, ubicada entre el faro de Kushirozaki y Chiyonoura, en la parte sur de la ciudad de Kushiro. Kazuro Watanabe pasó su infancia allí. La playa está siendo erosionada y desapareciendo gradualmente.

## Características orbitales
Bentengahama está situado a una distancia media del Sol de 2,671 ua, pudiendo alejarse hasta 2,961 ua y acercarse hasta 2,381 ua. Su excentricidad es 0,108 y la inclinación orbital 13,94 grados. Emplea 1594,73 días en completar una órbita alrededor del Sol.
El próximo acercamiento al asteroide (16) Psique se producirá el 30 de enero de 2154.

## Características físicas
La magnitud absoluta de Bentengahama es 11,8. Tiene 11,932 km de diámetro y su albedo se estima en 0,284.